# James Grover McDonald
Pour les articles homonymes, voir McDonald et James MacDonald.
James Grover McDonald, né le 29 novembre 1886 à Coldwater (Ohio) et mort le 25 septembre 1964 à White Plains (New York), est un diplomate américain qui fut le premier ambassadeur de son pays en Israël de 1949 à 1951.